# Moa Høgdahl
Moa Hogdahl (Trondheim, 14 maart 1996) is een Noorse handbalspeler die lid is van het Noorse nationale team.

## Carrière
Moa Høgdahl begon op 6-jarige leeftijd met handbal in haar geboorteplaats in de buurt van Strindheim IL. In 2014 verhuisde ze naar de Noorse eersteklasser Byåsen HE. In seizoen 2015/2016 stond ze  lang aan de kant vanwege een enkelbreuk. Sinds het seizoen 2018/19 staat ze onder contract bij de Deense eersteklasser Viborg HK.
Moa Høgdahl doorliep de Noorse jeugd- en juniorenselecties. In 2016-2018 speelde ze in totaal 9 wedstrijden voor het nationale team van Noorwegen B. Op 30 mei 2018 debuteerde ze voor het Noorse nationale team in een wedstrijd tegen Oekraïne.

## Privéleven
Haar ouders zijn de Noorse handbalcoach Arne Høgdahl en Mia Hermansson-Högdahl, de wereldhandbalspeelster van het jaar 1994.